# Jonathan Lemkin
Jonathan Lemkin (...) è uno sceneggiatore statunitense noto per aver lavorato a film di successo come Shooter e L'avvocato del diavolo.

## Filmografia
- Hill Street giorno e notte (1986-1987)
- 21 Jump Street (1987-1988)
- Exile: Operazione Robinson (1990)
- Beverly Hills 90210 (1992)
- L'avvocato del diavolo (1997)
- Arma letale 4 (1998)
- Pianeta rosso (2000)
- Shooter (2007)